# Districtul Sahatsakhan
Sahatsakhan (în thailandeză สหัสขันธ์) este un district (Amphoe) din provincia Kalasin, Thailanda, cu o populație de 41.536 de locuitori și o suprafață de 316,402 km².

## Componență
Districtul este subdivizat în eight subdistricte (tambon), care sunt subdivizate în 85 de sate (muban).
| Nr. | Nume           | În thailandeză | Sate | Locuitori |  |
| --- | -------------- | -------------- | ---- | --------- |  |
| 1.  | Phu Sing       | ภูสิงห์           | 9    | 2,593     |  |
| 2.  | Sahatsakhan    | สหัสขันธ์         | 13   | 6,432     |  |
| 3.  | Na Makhuea     | นามะเขือ        | 12   | 7,572     |  |
| 4.  | Non Sila       | โนนศิลา         | 13   | 8,051     |  |
| 5.  | Nikhom         | นิคม            | 7    | 3,020     |  |
| 6.  | Non Laem Thong | โนนแหลมทอง     | 12   | 5,291     |  |
| 7.  | Non Buri       | โนนบุรี          | 11   | 5,351     |  |
| 8.  | Non Nam Kliang | โนนน้ำเกลี้ยง     | 8    | 3,226     |  |